# 킨타나로오주

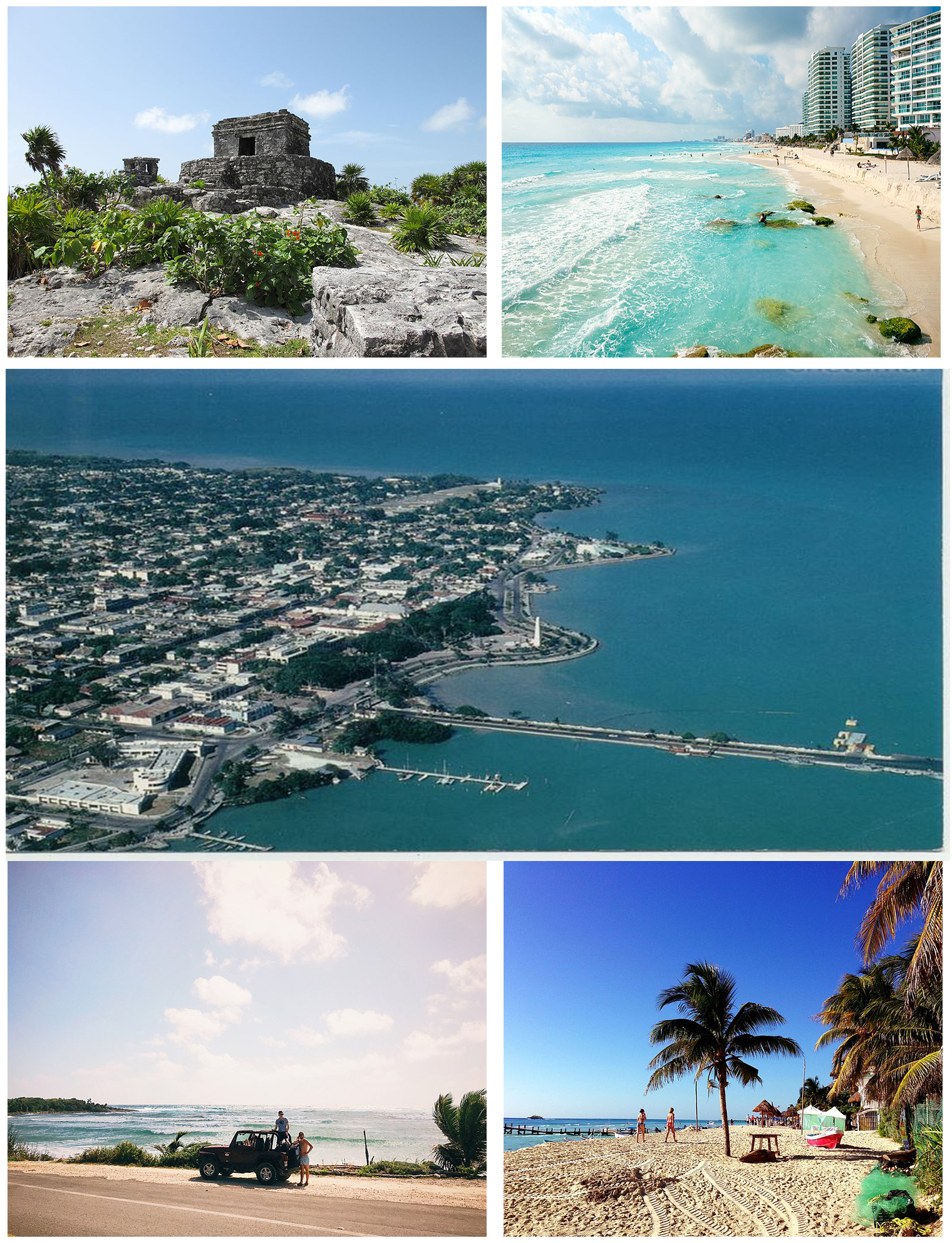

킨타나로오 주

킨타나로오주(스페인어: Quintana Roo)는 멕시코 남동부에 위치한 주로 주도는 체투말이며 면적은 44,705km2, 인구는 1,468,469명(2013년 기준), 인구 밀도는 33명/km2이다. 1974년 10월 8일에 신설되었으며 10개 지방 자치체를 관할한다. 북서쪽으로는 유카탄주, 서쪽으로는 캄페체주, 북쪽과 동쪽으로는 카리브해, 남쪽으로는 벨리즈와 접한다.

주기
주 문장

## 인구
| 연도 | 인구      | ±%      |
| ---- | --------- | ------- |
| 1895 |           | —       |
| 1900 |           | —       |
| 1910 | 9,109     | —       |
| 1921 | 10,966    | +20.4%  |
| 1930 | 10,620    | −3.2%   |
| 1940 | 18,752    | +76.6%  |
| 1950 | 26,967    | +43.8%  |
| 1960 | 50,169    | +86.0%  |
| 1970 | 88,150    | +75.7%  |
| 1980 | 225,985   | +156.4% |
| 1990 | 493,277   | +118.3% |
| 1995 | 703,536   | +42.6%  |
| 2000 | 874,963   | +24.4%  |
| 2005 | 1,135,309 | +29.8%  |
| 2010 | 1,325,578 | +16.8%  |
| 2015 | 1,501,562 | +13.3%  |
| 2020 | 1,857,985 | +23.7%  |

## 같이 보기
- 세노테